# Il cielo guarda te
Il cielo guarda te è un singolo del rapper italiano Fred De Palma in duetto con Giulia Jean, il primo estratto dal quarto album in studio Hanglover.

## Descrizione
Il brano è scritto da Fred De Palma, Giulia Di Tommasi e Federica Abbate; la musica, invece, è composta da Fred De Palma, Alessandro Merli, Fabio Clemente e Paolo Catalano. Riguardo al brano, lo stesso Fred De Palma ha dichiarato:

## Video musicale
Il video musicale, diretto dal registra Alessandro Treves viene reso disponibile il 26 settembre 2016 sul canale YouTube di Warner Music Italia e supera le 10 milioni di visualizzazioni.

## Successo commerciale
Il brano ottiene un buon successo commerciale posizionandosi alla 36ª posizione della classifica FIMI e rimanendo in classifica per 12 settimane. Inoltre, il 19 dicembre 2016 viene certificato disco d'oro per aver superato le 25 000 copie vendute.